# Stabel (Einheit)
Das Stabel, auch Bergstabel oder nur Stabl, war ein Längenmaß in den süddeutschen und österreichischen Salzbergwerken. Das Maß konnte bis auf Achteln geteilt werden. 
- 1 Stabel = 300 Klafter (Wiener = 1,8965 Meter) = 568,95 Meter